# Воћњак (Лозница)
Воћњак је насељено место града Лознице у Мачванском округу. Према попису из 2022. било је 1106 становника.

## Демографија
У насељу Воћњак живи 953 пунолетна становника, а просечна старост становништва износи 37,3 година (36,4 код мушкараца и 38,3 код жена). У насељу има 349 домаћинстава, а просечан број чланова по домаћинству је 3,45.
Ово насеље је великим делом насељено Србима (према попису из 2002. године), а у последња три пописа, примећен је пораст у броју становника.
|  |

| Демографија | Демографија | Демографија |
| Година      | Становника  | Становника  |
| ----------- | ----------- | ----------- |
| 1948.       | 709         |             |
| 1953.       | 721         |             |
| 1961.       | 773         |             |
| 1971.       | 852         |             |
| 1981.       | 1.069       |             |
| 1991.       | 1.181       | 1.145       |
| 2002.       | 1.204       | 1.259       |
| 2011.       | 1.185       |             |
| 2022.       | 1.106       |             |

| Етнички састав према попису из 2002.‍ | Етнички састав према попису из 2002.‍ | Етнички састав према попису из 2002.‍ | Етнички састав према попису из 2002.‍ | Етнички састав према попису из 2002.‍ |
| ------------------------------------ | ------------------------------------ | ------------------------------------ | ------------------------------------ | ------------------------------------ |
|                                      |                                      |                                      |                                      |                                      |
| Срби                                 | Срби                                 |                                      | 1.201                                | 99,75%                               |
| Хрвати                               | Хрвати                               |                                      | 1                                    | 0,08%                                |
| Муслимани                            | Муслимани                            |                                      | 1                                    | 0,08%                                |
| непознато                            | непознато                            |                                      | 1                                    | 0,08%                                |

| Година пописа     | 1948. | 1953. | 1961. | 1971. | 1981. | 1991. | 2002. |
| ----------------- | ----- | ----- | ----- | ----- | ----- | ----- | ----- |
| Број домаћинстава | 102   | 110   | 167   | 201   | 273   | 319   | 349   |

| Број чланова      | 1  | 2  | 3  | 4  | 5  | 6  | 7 | 8 | 9 | 10 и више | Просек |
| ----------------- | -- | -- | -- | -- | -- | -- | - | - | - | --------- | ------ |
| Број домаћинстава | 39 | 68 | 73 | 94 | 32 | 31 | 8 | 4 | 0 | 0         | 3,45   |

| Пол    | Укупно | Неожењен/Неудата | Ожењен/Удата | Удовац/Удовица | Разведен/Разведена | Непознато |
| ------ | ------ | ---------------- | ------------ | -------------- | ------------------ | --------- |
| Мушки  | 507    | 144              | 329          | 18             | 7                  | 9         |
| Женски | 497    | 85               | 335          | 60             | 9                  | 8         |
| УКУПНО | 1.004  | 229              | 664          | 78             | 16                 | 17        |

| Пол    | Укупно                    | Пољопривреда, лов и шумарство | Рибарство                            | Вађење руде и камена | Прерађивачка индустрија       |
| ------ | ------------------------- | ----------------------------- | ------------------------------------ | -------------------- | ----------------------------- |
| Мушки  | 234                       | 18                            | 0                                    | 5                    | 67                            |
| Женски | 119                       | 7                             | 1                                    | 3                    | 29                            |
| УКУПНО | 353                       | 25                            | 1                                    | 8                    | 96                            |
| Пол    | Производња и снабдевање   | Грађевинарство                | Трговина                             | Хотели и ресторани   | Саобраћај, складиштење и везе |
| Мушки  | 15                        | 31                            | 32                                   | 5                    | 27                            |
| Женски | 1                         | 1                             | 24                                   | 7                    | 2                             |
| УКУПНО | 16                        | 32                            | 56                                   | 12                   | 29                            |
| Пол    | Финансијско посредовање   | Некретнине                    | Државна управа и одбрана             | Образовање           | Здравствени и социјални рад   |
| Мушки  | 0                         | 4                             | 2                                    | 5                    | 0                             |
| Женски | 0                         | 0                             | 5                                    | 11                   | 14                            |
| УКУПНО | 0                         | 4                             | 7                                    | 16                   | 14                            |
| Пол    | Остале услужне активности | Приватна домаћинства          | Екстериторијалне организације и тела | Непознато            | Непознато                     |
| Мушки  | 7                         | 0                             | 0                                    | 16                   | 16                            |
| Женски | 3                         | 0                             | 1                                    | 10                   | 10                            |
| УКУПНО | 10                        | 0                             | 1                                    | 26                   | 26                            |